# Eumelea
Eumelea là một chi bướm đêm thuộc họ Geometridae.

## Các loài
- Eumelea biflavata Warren, 1896
- Eumelea djingga Sommerer, 1995
- Eumelea duponchelii (Montrouzier, 1856)
- Eumelea feliciata Guenée, 1857
- Eumelea florinata Guenée, 1857
- Eumelea ludovicata Guenée, 1857
- Eumelea obesata Felder & Rogenhofer, 1875
- Eumelea parda Sommerer, 1995
- Eumelea rosalia (Stoll, [1781])
- Eumelea rubrifusa Warren, 1896
- Eumelea stipata Turner, 1930
- Eumelea unilineata Warren, 1897